# Виетнамска война
Виетнамската война или Втората Индокитайска война (наричана в САЩ „мръсната война“) и известна във Виетнам като Американска война, се води от 1955 г. до 1975 г. между САЩ и Южен Виетнам (Република Виетнам), от една страна, и Северен Виетнам (Демократична Република Виетнам) и Народния фронт за освобождение на Виетнам (Виет Конг), от друга.

## Предистория
През втората половина на XIX век Виетнам се намира в колониалната империя на Франция. След края на Първата световна война в страната започва да се надига национално движение, появяват се кръгове, застъпващи се за независимост, избухват няколко въоръжени въстания. През 1941 г. на територията на Китай е създадена Лигата за независимост на Виетнам (Виетмин) – военно-политическа организация, обединяваща всички противници на френската колониална администрация. По-късно основна роля в нея започват да играят поддръжниците на комунистическите възгледи, оглавявани от Хо Ши Мин.
По време на Втората световна война френската администрация се договаря с Япония за това японците да получат достъп до стратегическите ресурси на Виетнам при запазване на колониалния административен апарат на Франция. Това споразумение действа до 1944 г., когато Япония със силата на оръжията установява пълен контрол над френските владения (това е свързано с усложнението на стратегическата обстановка на Тихоокеански театър на военните действия) за Япония. През септември 1945 г. Япония капитулира. Виетмин се възползва от временното безвластие, за да превземе Ханой и други ключови градове на страната с помощта на току-що сформираните военни части, начело с Во Нгуен Зиап. На 2 септември 1945 г., Хо Ши Мин провъзгласява създаването на независимата Демократична република Виетнам.
Франция отказва да признае независимостта на колонията си. Тя прехвърля в Индокитай експедиционен корпус, който през есента на 1945 г. възстановява контрола на колониалната администрация в южната част на Виетнам. После последват преговори, които са използвани от двете страни (и Виетмин, и Франция) най-вече за нарастване на военните си сили. Въпреки постигнатите договорености за начина на предоставяне на независимост на Виетнам, през декември 1946 г. Франция започва колониална война във Виетнам. Френската армия не успява да се справи с партизанското движение. От 1950 г. САЩ започват да оказват военна помощ на френските войски във Виетнам. В течение на следващите четири години (1950 – 1954) военната помощ на САЩ е на стойност от 3 милиарда долара. През същата година обаче и Виетмин започва да получава военна помощ от Китай. Към 1954 г. ситуацията за френските сили на практика е безнадеждна. Войната във Виетнам е крайно непопулярна в самата Франция. По това време САЩ вече заплащат 80% от стойността ѝ. Последният удар за колониалните амбиции на Франция в Индокитай става тежкото поражение в битката при Диен Биен Фу. През юли 1954 г. са сключени Женевските споразумения, които слагат край на осемгодишната война.

## Разделяне на Виетнам и начало на войната
Съгласно Женевските споразумения, територията на Виетнам е временно разделена по 17-ия паралел (където е създадена демилитаризирана зона) на две части. Северен Виетнам преминава под контрола на Виетмин, и съответно става територия на Демократична република Виетнам. Южен Виетнам остава под властта на назначената от французите местна администрация. В южната част на власт се намира профренски настроеният император Бао Дай. Съединението на страната се предполага да се осъществи след всеобщи свободни избори, които трябва да се състоят не по-късно от средата на 1956 г.
По това време започва рязко да нараства ролята на САЩ във виетнамските работи. След победата на комунистите в Китай, администрацията на САЩ разглежда събитията във Виетнам като част от комунистическата експанзия в региона и започва да оказва военна помощ на Франция. След Женевските споразумения, САЩ поемат курс на замяна на Франция, в качеството на противовес на комунистическите сили във Виетнам. Американската администрация отправя предложение на Нго Дин Дием, премиер-министър на Южен Виетнам. На 16 юли 1955 г., Дием заявява, че Южен Виетнам няма да изпълнява Женевските споразумения, всеобщи избори няма да има, и че е необходимо да се създаде антикомунистическа държава в Южен Виетнам. През октомври същата година, той провежда референдум, на който е поставен въпросът да остане ли Южен Виетнам монархия или да стане република. Дием обявява, че според резултатите от референдума, монархията се отменя и се провъзгласява за първия президент на Република Виетнам.
Дием еднолично взима множество важни държавни решения. На държавни длъжности той назначава свои роднини (например, брат му Нго Дин Ню оглавява тайната полиция) или хора, които са му лично предани. Една от грубите грешки на Дием е премахването на селското самоуправление, което нарушава многовековните виетнамски традиции. Подобна политика предизвиква протести сред местното население, и правителството на Дием бързо губи популярност.

## Развитие на войната

### Начален период
Едва в началото на 1959 г. е прието окончателно решение: не виждайки мирен път за съединение на страната след бойкотирането на условията от Женева, северняците правят избор в полза на антидиемовската опозиция. От средата на годината, на юг започват да се изпращат „военни съветници“, израснали по тези места и оказали се на север след разделянето на страната. Отначало прехвърлянето на хора и въоръжение става през демилитаризираната зона, но след военните успехи на комунистическите сили в Лаос транзитът започва да се осъществява през лаоска територия. Така възниква линията „Хо Ши Мин“, преминаваща през Лаос в обход на демилитаризираната зона и по-нататък на юг, минавайки на територията на Камбоджа. Използването на линията е нарушение на неутралния статут на тези две страни, установен от Женевските споразумения.
През декември 1960 г. всички южновиетнамски групировки, борещи се против режима на Дием, са обединени в Национален фронт за освобождение на Южен Виетнам (НФОЮВ), получил на Запад широка известност като Виетконг. Благодарение на поддръжката на Северен Виетнам, партизаните започват да действат все по-успешно. Това принуждава САЩ да засили военната помощ за правителството на Дием. През декември 1961 г. в страната са прехвърлени първите регулярни подразделения на армията на САЩ – две вертолетни роти, имащи за цел да увеличат мобилността на правителствената армия. Постоянно нараства съветническият корпус в страната. Американските съветници се занимават с подготовката на южновиетнамските войници и участват в планирането на бойните операции. През този период събитията в Южен Виетнам все още не привличат особеното внимание на американската общественост, макар администрацията на Джон Кенеди да е решена да отрази комунистическата агресия в Югоизточна Азия и да демонстрира на съветския лидер Никита Хрушчов готовността на САЩ да поддържа своите съюзници. Разрастващият се конфликт става едно от „горещите“ огнища на Студената война.
През януари 1963 г., в битката при Апбак, партизаните за първи път успяват да нанесат поражение на правителствената армия. Положението на режима на Дием става все по-неустойчиво след будистката криза в началото на май. Будистите са основната част от населението на Виетнам, но Дием и почти цялото му обкръжение са християни-католици. В редица градове на страната започват будистки вълнения, няколко монаси се самозапалват, което получава голям отзвук в Европа и САЩ. Освен това вече става ясно, че Дием не е способен да организира ефективна борба срещу партизаните на Виетконг. Американските представители тайно се свързват с готвещите преврат южновиетнамски генерали. На 1 ноември 1963 г. Нго Дин Дием е свален от власт и на следващия ден – убит заедно с братята си.
Сменилата Дием военна хунта се оказва политически нестабилна. В продължение на следващата година и половина в Сайгон на всеки няколко месеца е извършван друг преврат. Южно-виетнамската армия се оказва въвлечена в политическа борба, което позволява на партизаните от Виетконг да разширят контролираните от тях територии.
Брой на американските военнослужещи в Южен Виетнам до официалното въвеждане на войски
- 1959 г. – 760
- 1960 г. – 900
- 1961 г. – 3205
- 1962 г. – 11 300
- 1963 г. – 16 300
- 1964 г. – 23 300

Брой на северовиетнамските военнослужещи, прехвърлени в Южен Виетнам на първия етап от войната:
- 1959 г. – 569
- 1960 г. – 876
- 1961 г. – 3400
- 1962 г. – 4601
- 1963 г. – 6997
- 1964 г. – 7970

Общо към края на 1964 г. на юг са прехвърлени повече от 24 хиляди северновиетнамски военнослужещи. Към виетнамските войски се присъединяват и войските на техните съюзници – СССР, Монголия, КНДР и Патет Лао.

### Увеличаване на американската намеса (1964 – 1965 г.)
След убийството на Кенеди (22 ноември 1963 г.), президент става Линдън Джонсън, след което войната във Виетнам се ожесточава.
На 2 август 1964 г. в Тонкинския залив се случва стълкновение между американския разрушител „Мадокс“, изпълняващ радио-електронно разузнаване край бреговете на Северен Виетнам, и северо-виетнамски торпедни катери, първият от двата така наречени „Тонкински инциденти“. Самият факт за схватката (за разлика от последвали събития) не се оспорва от никой от изследователите, но в описанието на детайлите на инцидента има значителни разлики. Според една от версиите, „Мадокс“ навлиза в териториалните води на Северен Виетнам и е прихванат от три катера. Остава дискусионен въпросът кой първи открива огън, макар че разрушителят, при поддръжката на самолети Ф-8, нанася на катерите сериозни повреди и ги принуждава да излязат от боя. Подобен инцидент вероятно се случва и през нощта на 4 срещу 5 август, въпреки че почти веднага са изказани съмнения в неговата достоверност от представители на Военноморските сили на САЩ (виж Тонкински инцидент).
Съществуват различни гледни точки относно това дали случаят е стечение на обстоятелствата, или не. В отговор на предполагаемите нощни събития на 4 август, на следващия ден палубната авиация на САЩ нанася удари по военни обекти в Северен Виетнам (операция Pierce Arrow). Конгресът на САЩ приема така наречената „Тонкинска резолюция“, даваща право на президента Линдън Джонсън, при необходимост да използва военна сила в Югоизточна Азия.
Джонсън не бърза да се възползва от даденото му право. В навечерието на президентските избори в САЩ (ноември 1964 г.), в предизборната си кампания той се стреми да се покаже като „кандидат на мира“, в противовес на опонента си – Бари Голдуотър, считан за „ястреб“. Тази позиция спомага за уверената победа на Джонсън.
Ситуацията в Южен Виетнам обаче продължава бързо да се влошава. Сменящите се едно след друго правителства в Сайгон са заети с политически интриги и не могат да спрат завладяването на селските райони на страната от Виетконг. Освен това от края на 1964 г. Северен Виетнам започва да изпраща на юг вече не „съветници“, а редовни войски. На 7 февруари 1965 г., партизаните атакуват американските казарми в Плейку, в резултат на което има десетки пострадали американски военнослужещи. Това не е първото нападение над американски обекти или американци (например, преди това е взривен хотел „Бринкс“ в Сайгон, където са разквартирувани американските офицери), но този път Джонсън взима решение за нанасянето на ответен удар по Северен Виетнам, считайки го за отговорен за разширяването на действията на партизаните. Проведена е въздушната операция „Flaming Dart“. Джонсън утвърждава дългосрочна програма за бомбардиране на Северен Виетнам.
През март 1965 г., за охрана на стратегически важното летище в Дананг в Южен Виетнам са изпратени два батальона на морската пехота на САЩ. Към края на 1965 г. в Южен Виетнам има около 185 хиляди американски военнослужещи в състав от две пълни дивизии и няколко бригади. През следващите три години, контингентът значително е увеличен, достигайки в пика на войната до 540 хиляди души.
Първото голямо сражение с участието на сухопътни сили на САЩ е през август 1965 г. (операция „Starlite“), в тактическата зона на Първи корпус. През есента протичат още няколко сражения, най-значителното от които е битката в долината Иа Дранг през ноември, в която от двете страни участват сили с еквивалент на дивизия.

### Настъпление на съюзниците (1965 – 1967 г.)
От средата на 1965 до средата на 1969 г. силите на САЩ провеждат няколко мащабни настъпателни операции в Южен Виетнам, с цел да открият и унищожат големите подразделения и части на Виетконг и северновиетнамската армия. Тази стратегия намери и унищожи е разработена от главнокомандващия американските сили през този период – генерал Уилям Уестморланд, който разглежда войната по традиционния дотогава начин – като бойни действия между големи сили.
От 1962 г. територията на Южен Виетнам е разделена на тактически зони между четирите корпуса на южновиетнамската армия.
- Първи корпус – северните провинции на страната, най-близките до Северен Виетнам.
- Втори корпус – Централното плато.
- Трети корпус – провинциите около Сайгон.
- Четвърти корпус – делтата на Меконг и южните провинции на страната.

В тактическата зона на Първи корпус действат подразделенията на морската пехота на САЩ. Дебаркирали първоначално на няколко места (Дананг, Чулай, Фубай), в средата на 1965 г. подразделенията на пехотата започват постепенно да прочистват околните райони, с цел да създадат обща зона на крайбрежието, прочистена от партизани. Операциите за сливането на първоначалните места, продължават в южните и централни райони на Първи корпус в течение на цялата 1966 г. Обаче ако в първите месеци на бойните действия, на силите на САЩ противостоят основно подразделения на Виетконг, пресичащи границата между Северен и Южен Виетнам през демилитаризираната зона, то през следващите години армията на САЩ води бойни действия срещу армията на Северен Виетнам.
За прекратяване на северо-виетнамската инфилтрация през демилитаризираната зона, през юли 1966 г. морската пехота провежда операция „Hastings“, а впоследствие е принудена да отделя постоянно внимание на района, създавайки в него постоянни военни бази. Опитите за преминаване обаче не секват. Сблъсквайки се с недостиг на сили за едновременното провеждане на операции на юг и по задържането на противника на север, морската пехота постепенно прехвърля основната част от силите си в района на демилитаризираната зона, оставяйки южните провинции на Първи корпус на новопристигналите части от армията на САЩ. Контхиен през есента на 1967 г. и Кесан през първата половина на 1968 г. са подложени на истински обсади от значителни сили на противника. В същото време, постоянно се увеличава армейското присъствие в южните райони, оставени от морските пехотинци: така, през есента на 1967 г. тук отново е създадена 23-та пехотна дивизия на САЩ, разформирана след края на Втората световна война. Тя става единствената американска дивизия, сформирана непосредствено на територията на Южен Виетнам.
Бойните действия в тактическата зона на Втори корпус са опредени от характера на местността и действията на силите на Виетконг и Северен Виетнам. Северо-виетнамските части проникват в Южен Виетнам от териториите на съседните държави Лаос и Камбоджа, преминават през Анамските планини по протежението на границата и навлизат към гъстонаселените равнинни райони на крайбрежието. На свой ред, американските сили се опитват да спрат противника в планинските райони, както и да открият тези части, които все пак са успели да навлязат към крайбрежието.
През 1965 г. основните операции в района на Втори корпус се провеждат от американската 1-ва кавалерийска дивизия, която се опитва да спре придвижването на големи северо-виетнамски части към крайбрежието в долината Иа Дранг. От края на 1966 г., задачата по прехващането на силите на противника в планинските райони е възложена на 4-та пехотна дивизия, по същото време когато 1-ва кавалерийска дивизия съсредоточава усилията си в провинции Биен Диен. В южните райони на корпуса действат силите на южнокорейския контингент. Бойните действия в планините се засилват особено през 1967 г. и достигат кулминацията си по време на ноемврийското сражение при Дак То, в хода на което значителни загуби претърпява 173-та въздушнодесантна бригада на САЩ, която обаче успява, с подкрепата на 4-та пехотна дивизия, да попречи на плановете на противника да завладее Дак То.
Значителен размах придобива партизанската война. Основната задача на американските сили срещу партизаните е осигуряването на безопасността на столицата Сайгон, което изисква откриването и унищожаването на противника на далечните подстъпи на града. Американските 1-ва и 25-а пехотни дивизии са заети с тази задача на запад и северозапад от града, особено във Военна зона C на камбоджанската граница. Води се и борба с партизаните в „железния триъгълник“ и Военна зона D. Източно от Сайгон, в провинция Фуоктуй, е базиран австралийския военен контингент, а на юг от града – основната част на американската 9-а пехотна дивизия.
През 1965 – 1966 г., силите на САЩ провеждат операции по установяване на контрол над важните линии за комуникация в този район, особено над път № 13, минаващ от Сайгон на северозапад към камбоджанската граница до Локнин. От края на 1966 г. се провеждат мащабни операции против районите на базиране на противника (операциите „Attleboro“, „Cedar Falls“ и „Junction City“).
По такъв начин, основните противници в делтата на Меконг са правителствената армия и Виетконг. Изобилстващата с гори, реки и канали местност, голямата гъстота на населението и огромните оризови насаждения правят района идеален за партизанска война, предоставяйки на партизаните укрития, източник за попълване с жива сила и продоволствие.
От средата на 1965 до края на 1967 г. бойните действия в Южен Виетнам постоянно ескалират. Увеличава се числеността на правителствената армия, силите на Северен Виетнам и групировката на САЩ и съюзниците ѝ. Увеличава се също така размахът на операциите, провеждани от двете страни, и нарастването на загубите.

### Офанзивата „Тет“ (1968 г.)
Операциите против районите на базиране на Виет Конг се оказват недостатъчно резултатни. Отказът на президента Линдън Джонсън от частична мобилизация и свикване на резервисти означава, че попълването на американските войски във Виетнам се осъществява за сметка на доброволци и ограничена военна повинност. Офицерите са длъжни през половината от срока си на служба да командват бойно подразделение; по такъв начин, смяната на командирите в подразделенията е по-честа, отколкото на редовия и сержантския състав. Във Виетнам са изпращани най-подготвените подразделения и най-опитните военнослужещи, което води до отслабването на американските контингенти в Западна Германия, Южна Корея и други страни. През 1965 – 1967 г. наличните човешки резерви на армията на САЩ са изчерпани. Така, за сформираната 23-та пехотна дивизия, две от трите ѝ бригади са спешно прехвърлени във Виетнам, без да имат адекватна подготовка и снаряжение; една от тях (198-а лека пехотна бригада) дотогава се подготвя за полицейска служба в Доминиканската република.
Надявайки се да преобърне хода на войната, в средата на 1967 г. ръководството на Северен Виетнам започва да планира широкомащабно настъпление на юг, чиято цел е свалянето на правителството на Нгуен Ван Тху и създаването на политически предпоставки за извеждането на американските войски. За първи път от началото на военните действия удари трябва да се нанесат по големите южновиетнамски градове. За да отклонят силите на САЩ в отдалечени райони на страната, през есента на 1967 г. северновиетнамското командване провокира серия от така наречените погранични битки. През януари 1968 г. големи сили на Северен Виетнам са концентрирани около базата на морската пехота на САЩ в Кесан и започват обсадата ѝ, което заставя американската страна да усили гарнизона на базата.
Командването на САЩ е осведомено за подготвящата се настъпателна операция, но не дооценява мащаба ѝ. Определена роля изиграва и фактора изненада – настъплението започва в разгара на Тет (виетнамската Нова година) – най-почитания празник във Виетнам, по време на който и двете воюващи страни в продължение на няколко години обявяват едностранно прекратяване на огъня.
На Тет през 1968 г. примирието е нарушено. На 30 – 31 януари, силите на Северен Виетнам и Виет Конг провеждат серия атаки в цял Южен Виетнам, в това число непосредствено в столицата на страната, Сайгон. Единственият значителен успех е завладяването от два полка на северновиетнамската армия на град Хюе, древната столица на страната. На други места, атаките са отблъснати поради значителното превъзходство на отбраняващите се в огнева мощ. Офанзивата Тет приключва към началото на март. Правителството на Тху остава на власт, Хюе е превзет отново от американски и южновиетнамски войски след едно от най-ожесточените сражения през войната, а Виет Конг понася толкова сериозни загуби, че не успява да възстанови предишния си потенциал. Във военен план, настъплението завършва с провал, но в психологически то се оказва преломния момент на Виетнамската война. Внезапната офанзива, широко отразявана от средствата за масова информация, изважда от заблуждението му обществото относно военните победи на САЩ във Виетнам. Самият факт, че силите на комунистите успяват да проведат такава операция, показва, че те не са отслабени и ще продължат борбата. Обсадата на Кесан, сраженията за Сайгон и Хюе изглеждат на американците в САЩ като предвестници на катастрофа. Расте броя на журналисти и политици, изказващи се против войната – по тяхно мнение, тя не може да бъде спечелена и има аморален характер.
В периода март – май силите на съюзниците в Южен Виетнам преминават в контранастъпление. Генерал Уестморланд предполага, че големите загуби на противника му дават възможност да го довърши, и поисква допълнително още 206 хиляди военнослужещи за разширяване на операциите. Поради нарастването на антивоенните настроения обаче, това не може да бъде удовлетворено. Президентът Джонсън дава съгласието си за изпращането на неголямо подкрепление, а на 31 март излиза с обръщение по телевизията към нацията, в което обявява прекратяването на бомбардировките над Северен Виетнам (с изключение на южните части на страната), за намерението си да започне мирни преговори с противника и за решението си да не се кандидатира на следващите президентски избори.

## Край на войната
Равновесното положение, в което навлиза войната, става ясно на Вашингтон в началото на 1968 г. след офанзивата „Тет“ (виетнамската нова година), когато изключително дръзко и предизвикателно комунистическите партизани завладяват по-голямата част от провинциалните столици на страната и оперират в района на американското посолство в Сайгон. Стратези на тази операция са северовиетнамският генерал Во Нгуен Зиап и генералът от Виет Конг – Тран Ван Тра (на виетнамски: Trần Văn Trà). Генерал Зиап се отличава като блестящ военен пълководец по време на Първата и Втората Индокитайски войни. Въпреки че американците успяват да си върнат частичния контрол върху загубените територии, от чисто психологическа гледна точка става ясно, че трябва да се върви към преговори. Американската стратегия за измъкване от конфликта се реализира от новия американски президент Ричард Никсън. Американското командване решава като последно средство да засили въздушните операции, като в същото време предприеме масирано изтегляне на сухопътните войски. За три години Никсън намалява американските сили от 550 000 на 20 000 души и с това успява да намали загубите, които наброяват 150 американски войници на седмица.
През 1969 г. започват преговори с южновиетнамската левица за окончателно споразумение. През 1973 г. в разговорите се включва и Северен Виетнам. На мирната конференция в Париж от 26 февруари до 2 март 1973 г. южновиетнамското население получава правото на самоопределение, като американците се задължават да напуснат Южен Виетнам. След мощна офанзива на комунистическата партизанска армия през пролетта на 1975 г. сайгонският режим е свален с падането на Сайгон на 30 април 1975 г., след което се установява Временно революционно правителство. През 1976 г. Северен и Южен Виетнам се обединяват в една държава под комунистическо управление. След общи избори за страната управлението е поето от Комунистическата партия на Виетнам. Ляво-радикални режими се установяват в Лаос и Камбоджа.

## Последици от войната
Първата пукнатина между съюзниците на САЩ в НАТО датира от времето на виетнамската война. Особено остра е реакцията на Франция, която предупреждава САЩ да не заема нейното място в Индокитай след загубата им в Първата Индокитайска война.
Виетнамската война, заедно със Корейската война и Карибската криза са трите критични точки по време на студената война.
От средата на 1960-те години се утвърждава идеята, че трябва да се върви към намаляване на напрежението между Запада и Изтока. По времето на Кенеди се подписва първия договор за ограничаване на въоръжението за забрана на ядрените оръжия. Смята се, че в края на 1969 г. има определено променена атмосфера между Изтока и Запада (виж Разведряване и Мирно съвместно съществуване).
Виетнамската война е най-тежкото поражение на външната политика на САЩ и най-блестящата външнополитическа победа на СССР. След нея СССР и социалистическият лагер постепенно губят Студената война. Хиляди американски ветерани от войната изпитват трудности да се интегрират отново в американското общество, като много от тях дори се самоубиват, вследствие на психическите травми, които получават по време на виетнамската война.
Във войната участват над половин милион американски военни, от които 58 000 загиват. Според Гордън Голдщайн, Линдън Джонсън е бил под натиска на военните да разпали един невъзможен за спечелване конфликт. Според Луис Сорли антивоенните чувства и натискът на Конгреса са принудили Ричард Никсън да отхвърли стратегията за борба с партизанската съпротива, която е можела да се увенчае с успех.
След войната Виетнам се обединява и става комунистическа държава, и остава по форма такъв.